# Cessna

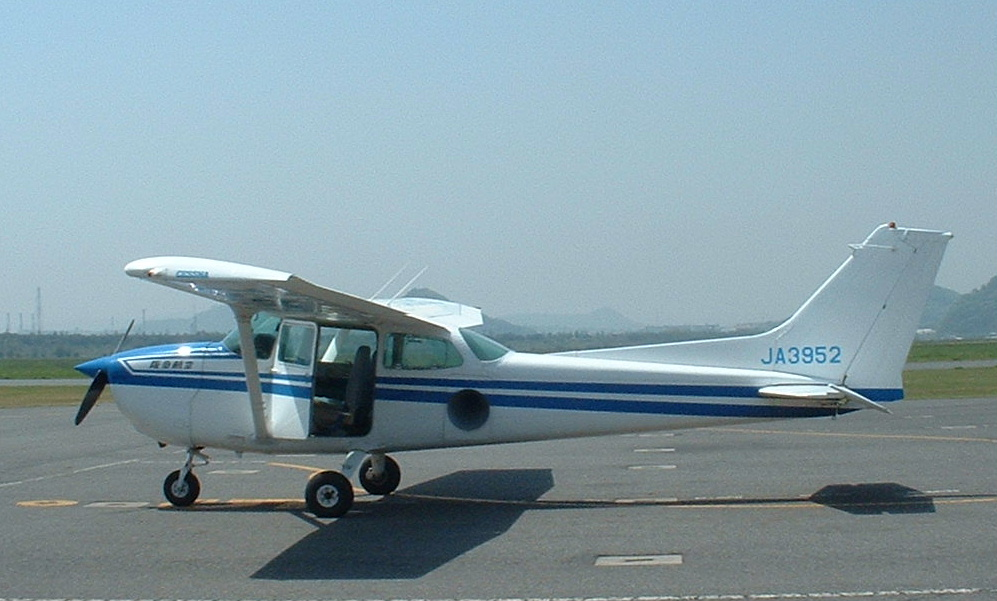
Samolot Cessna 172P

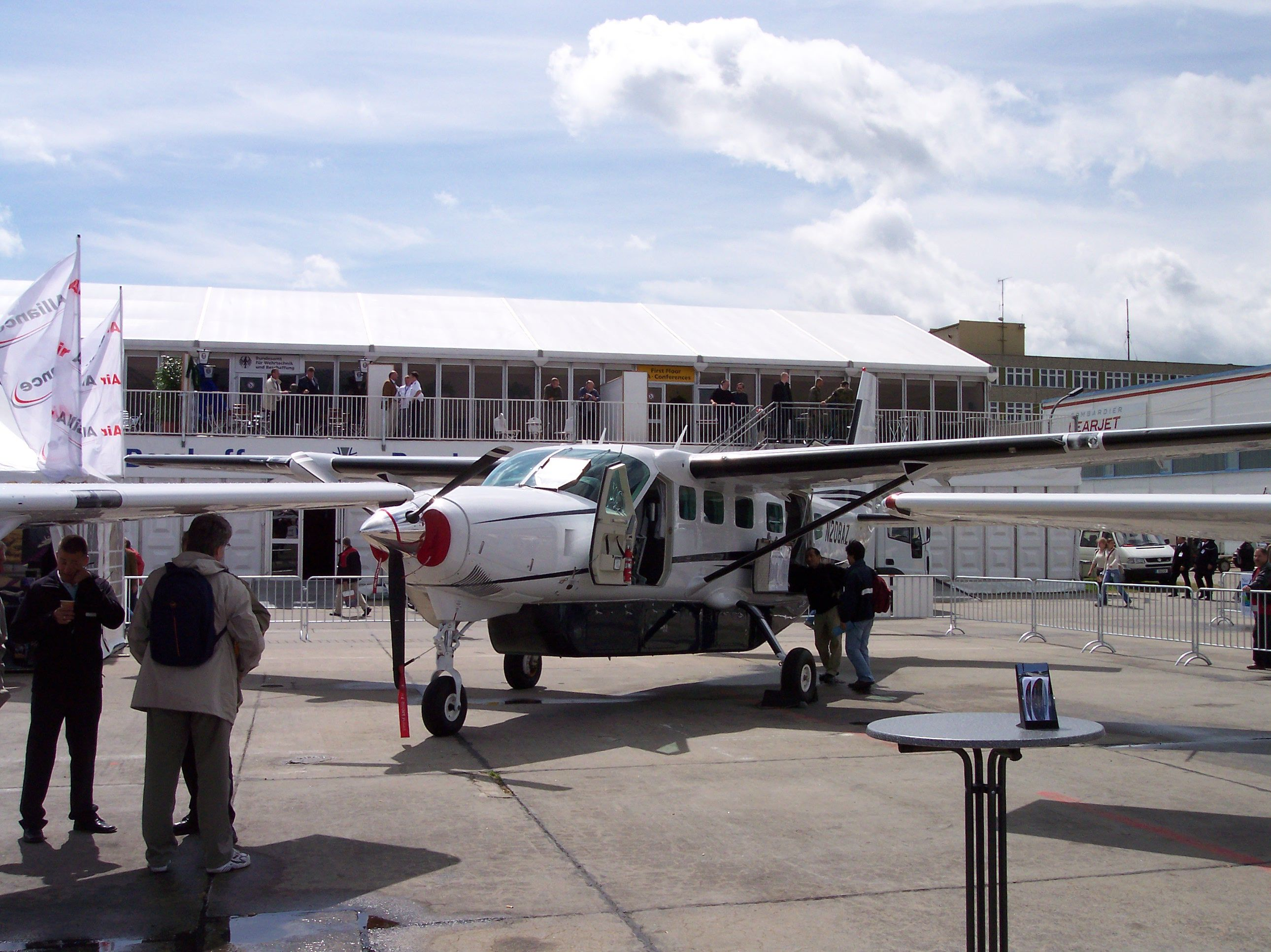
Cessna 208B Grand Caravan

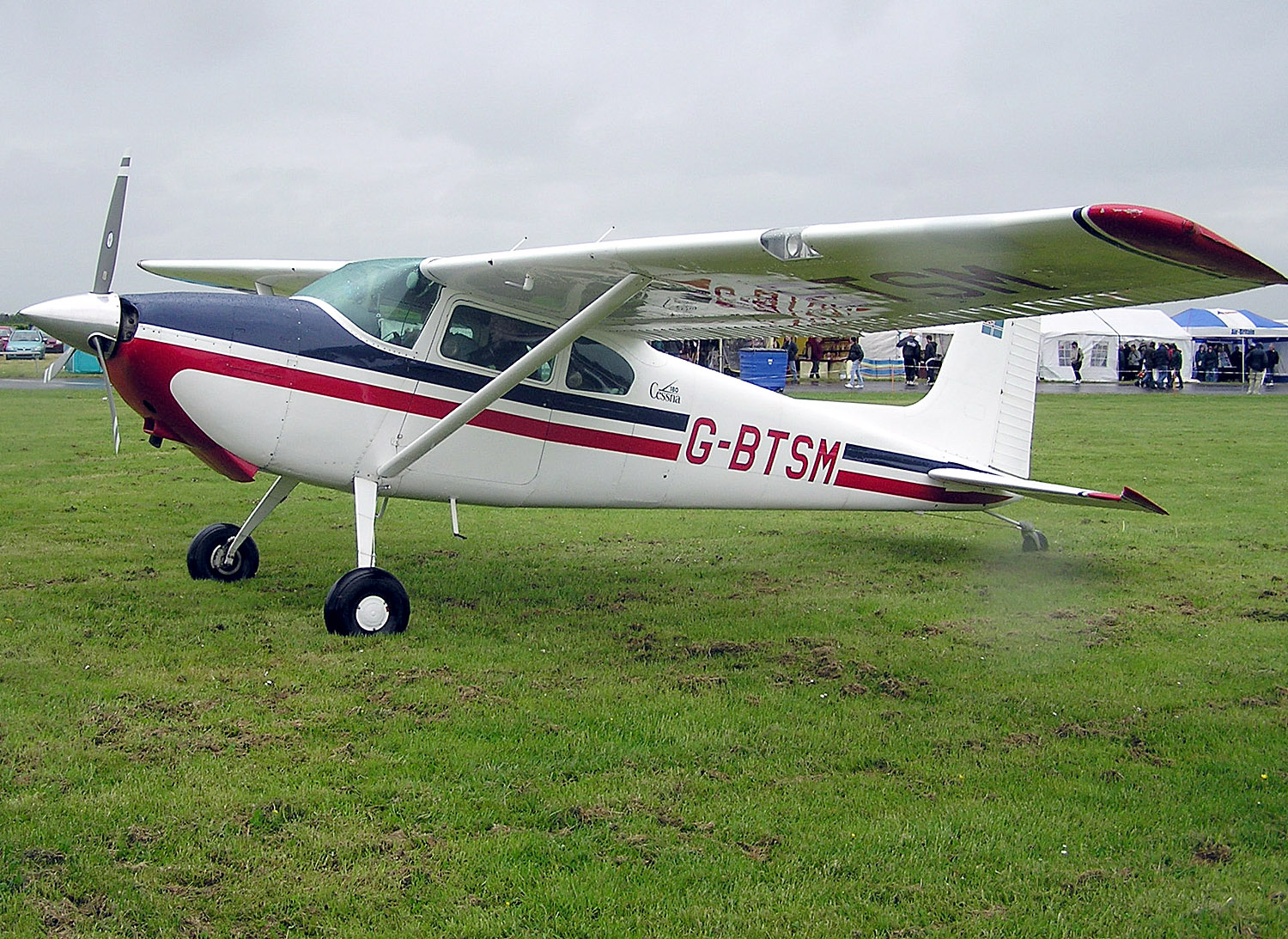
Cessna 180A

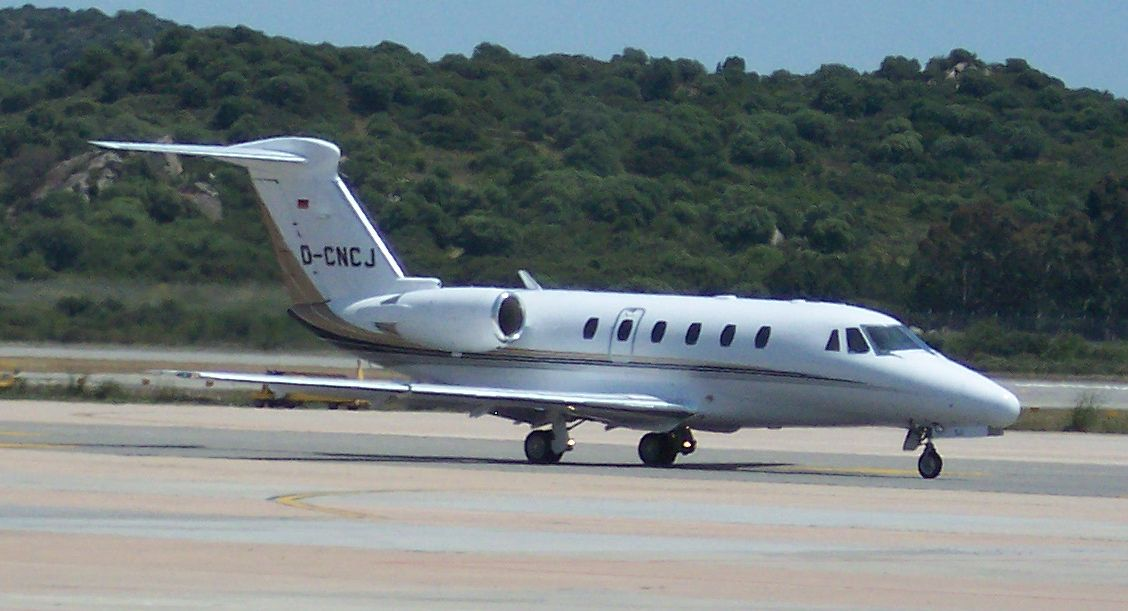
Cessna 650 Citation VII

Cessna Aircraft Company – jeden z najbardziej znanych producentów lekkich samolotów (nazywanych dawniej Columbia). Historia firmy sięga początków XX w., kiedy to w 1911 r. Clyde Cessna, farmer zamieszkały w USA, wybudował drewniany samolot i przeleciał nim jako pierwszy trasę pomiędzy rzeką Missisipi oraz Górami Skalistymi. Sukces biznesowy jest zasługą jego wnuka – Dwane’a Wallace’a.
W latach 1960–1989 w Europie wersje licencyjne produkowała francuska firma „Reims Aviation”.
Przedsiębiorstwo kilka razy zmieniło właściciela. Od 1992 r. jej właścicielem jest firma Textron Inc. W marcu 2014 Cessna Aircraft Company oficjalnie zaprzestała działalności, wchodząc w strukturę nowo powstałej spółki Textron Aviation.
Najbardziej znane modele to szkoleniowo-treningowy Cessna 150 (i jego nowsza wersja – 152), a także rodzina Conquest (od modelu 425), która począwszy od modelu 500 została przemianowana na Citation. Citation to samoloty przeznaczone do przewozów pasażerskich – głównie biznesowych. Modele Citation są dostępne w różnych wariantach. Model Citation X uchodzi za najszybszy biznesowy samolot dotąd wyprodukowany. Może pomieścić maksymalnie 12 osób.

## Wybrane konstrukcje
- Cessna A
- Cessna 120/140
- Cessna 150
- Cessna 152
- Cessna 162 Skycatcher
- Cessna 165 Airmaster
- Cessna 170
- Cessna 172 Skyhawk, T-41 Mescalero
- Cessna 175
- Cessna 177
- Cessna 180
- Cessna 182 Skylane
- Cessna 185 Skywagon
- Cessna 187
- Cessna 188 AGwagon
- Cessna 190
- Cessna 195 Businessliner
- Cessna 205 Super Skywagon
- Cessna 206 Stationair
- Cessna 207 Skywagon, Stationair 7
- Cessna 208 Caravan
- Cessna 210 Centurion
- Cessna Denali
- Cessna 303 Crusader
- Cessna 305 Birddog
- Cessna 310
- Cessna 320 Skynight
- Cessna 340
- Cessna 350 Corvalis
- Cessna 337 Skymaster
- Cessna 400 Corvalis TT
- Cessna 402
- Cessna 404
- Cessna 406 Caravan II
- Cessna 414
- Cessna 421, 421B, 421C
- Cessna 425 Corsair
- Cessna 441 Conquest
- Cessna 500 Citation I
- Cessna 510 Citation Mustang
- Cessna 550 Citation II, Cessna Citation Bravo
- Cessna 650 Citation III
- Cessna 750 Citation X
- Cessna 850 Citation Columbus
- Cessna T-37 Tweet, A-37 Dragonfly

## Modele produkowane przez Reims Aviation
- Reims-Cessna F150
- Reims-Cessna F152
- Reims-Cessna F172 (w tym Reims Rocket FR172)
- Reims-Cessna F177
- Reims-Cessna F182
- Reims-Cessna F337
- Reims-Cessna F406 Caravan II